# Cyclocarcina linyphoides
Cyclocarcina linyphoides är en spindelart som först beskrevs av Komatsu 1960.  Cyclocarcina linyphoides ingår i släktet Cyclocarcina och familjen grottspindlar. Inga underarter finns listade i Catalogue of Life.